# 帕维尔·诺沃提尼 (足球运动员)
帕维尔·诺沃提尼（捷克語：Pavel Novotný，1973年9月14日—），捷克前男子足球运动员，场上位置是中场。他曾代表捷克国家队参加1996年欧洲足球锦标赛，结果队伍获得亚军。